# Janusz Kaczmarek
 (septembre 2023).
Si vous disposez d'ouvrages ou d'articles de référence ou si vous connaissez des sites web de qualité traitant du thème abordé ici, merci de compléter l'article en donnant les références utiles à sa vérifiabilité et en les liant à la section « Notes et références ».
Janusz Kazimierz Kaczmarek, né le 25 décembre 1961 à Gdynia, est un juriste et un homme d'État polonais.

## Biographie

### Formation et carrière
Il est diplômé en droit de l'université de Gdańsk.

### Vie politique
Dans les années 1980, il appartient au Parti ouvrier unifié polonais (PZPR). En 2001, il est désigné adjoint du procureur général, poste occupé à l'époque par le ministre de la Justice, en l'espèce Lech Kaczyński. Il devient procureur national le 31 octobre 2005.
Le 8 février 2007, Janusz Kaczmarek est nommé ministre de l'Intérieur et de l'Administration dans le gouvernement de coalition du conservateur Jarosław Kaczyński.
Il est relevé de ses fonctions dès le 8 août, étant accusé par le président du Conseil et le ministre de la Justice Zbigniew Ziobro d'avoir organisé des fuites concernant une enquête en cours du Bureau central anti-corruption (CBA) au sein des services du ministère de l'Agriculture. Il est remplacé par le chef du Bureau de la sécurité nationale (BBN), Władysław Stasiak.
Cinq jours plus tard, il est désigné par l'Autodéfense de la république de Pologne (SRP) et la Ligue des familles polonaises (LPR), partis populistes jusqu'alors au pouvoir, comme candidat à la direction du gouvernement dans le cadre d'une motion de censure constructive.
Il est brièvement placé en garde à vue le 30 août par l'Agence de sécurité intérieure (ABW), pour « entrave à une enquête » et « faux témoignage », dans le cadre des investigations sur les fuites de l'enquête du CBA. Il renonce le 7 septembre à être chef de file de la motion de la SRP et de la LPR. En 2009, les charges retenues contre lui sont abandonnées.